# Doratopteryx fulva
Doratopteryx fulva is een vlinder uit de familie Himantopteridae. De wetenschappelijke naam van deze soort is voor het eerst geldig gepubliceerd in 1937 door Hering.
De soort komt voor in tropisch Afrika.